# Kreidepapier
Mit Kreidepapier bezeichnen Philatelisten im Allgemeinen jede Art von gestrichenem Papier, das für die Herstellung von Briefmarken und Ganzsachen Verwendung gefunden hat.

## Historische Herstellung und Definition
Kreidepapier war als Papier definiert, auf das so mit metallenen Stiften (aus Zinn und Blei) geschrieben werden konnte, dass es nicht mit Gummi wieder ausradiert werden konnte. Daher wurde es früher auch Metalliquepapier genannt. Es wurde dadurch hergestellt, dass entweder sehr glattes und starkes Velinpapier mit Kalkmilch bestrichen und dann gepresst wurde, oder es wurde mit geschlämmter Kreide bestrichen und solange poliert, bis kein Kreideteilchen sich mehr löste.
1827 wurde vom Frankfurter Lorget mit wenig Erfolg die Fabrikation von Kreidepapier mit giftigem Bleiweiss in Frankreich patentiert und eingeführt. Später verwendete der Pariser Lithograph Biard Zinkweiss. 1854 begann Latry ein besseres Verfahren.

## Kreidepapier als Bestimmungskriterium

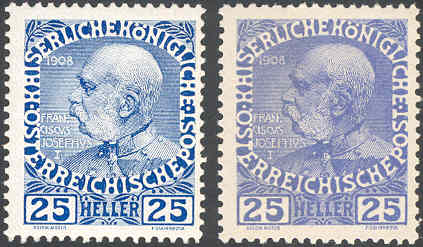
Markenausgabe Österreichs auf Kreide- und normalem Papier

Obwohl bei der Papierherstellung Kreide als Pigment zur Erzeugung einer geschlossenen Oberfläche recht bald durch weniger empfindliche Materialien wie Kasein bzw. Kaolin ersetzt wurde, hat sich unter Philatelisten der Begriff Kreidepapier bzw. gekreidetes Papier für die bei der Briefmarkenherstellung verwendeten gestrichenen Papiere erhalten. Da solche Papiere aufgrund höherer Materialkosten anfänglich nur selten bzw. nur für Teile einer Briefmarkenausgabe verwendet wurden, stellt die Unterscheidung zwischen gewöhnlichem Papier (raue, poröse bzw. maschinenglatte Papieroberfläche ohne Auflageschicht) und Kreidepapier für den Philatelisten ein wichtiges Kriterium bei der Bestimmung und Wertermittlung von Briefmarken dar. Im Allgemeinen zeichnen sich Marken auf Kreidepapier zumeist durch einen höheren Katalogpreis aus, in seltenen Fällen notieren auch einmal die Marken auf gewöhnlichem Papier höher. Neben der verwendeten Papierart bilden dann Auflagenhöhe und Verwendungszeitraum der jeweiligen Marken ein weitergehendes Wertkriterium.
Eine korrekte Bestimmung des verwendeten Papiers ist zudem für den Umgang mit den Briefmarken überaus wichtig. Gestrichene Papiere reagieren auf starke Feuchtigkeit (wie sie beim Ablösen der Marken von Briefumschlägen und Postkarten auftritt) sowie auf mechanische und chemische Einwirkungen empfindlicher als Marken, die auf gewöhnlichem Papier gedruckt wurden. Verletzungen der Papieroberfläche, z. B. durch Biegen oder Knicken, hinterlassen gerade bei gestrichenen Papieren deutliche und kaum zu reparierende Spuren, die sich dann als wertmindernd für die Marke erweisen.

## Kreideprüfer
Für die Feststellung, ob für eine Briefmarke gewöhnliches oder gekreidetes Papier verwendet wurde, reicht zumeist eine auf Erfahrung beruhende visuelle Prüfung.
Heute kaum noch im Handel mit philatelistischem Zubehör zu finden ist der Kreideprüfer, ein an einem Griff befestigter Silberdraht. Darum bedienen sich Philatelisten einfach eines beliebigen Gegenstandes aus Silber. Streicht man damit über unbedrucktes Kreidepapier, verbleibt an der jeweiligen Stelle ein grauer Strich. Diesen kann man anschließend mit einem weichen Radiergummi wieder entfernen. Um die Marke nicht zu beschädigen, wird die Prüfung sehr vorsichtig am Zähnungsrand vorgenommen. Bei Vorhandensein eines Bogenrandes wird dieser genutzt. Auf diese Methode der Papierbestimmung greifen Philatelisten immer dann zurück, wenn die visuelle Prüfung nicht zu eindeutigen Ergebnissen führt.

## Kreideauf- oder -unterdruck
Zum Schutz gegen eine Wiederverwendung bereits gebrauchter Marken, bei denen zuvor durch wässrig-chemische Prozesse die vorhandene Entwertung (Stempel, Federzug) entfernt wurde, haben einzelne Postverwaltungen Markenausgaben mit einem zumeist streifen-, linien- oder rautenförmigen Muster aus Kreide, Kasein oder Kaolin auf der Markenvorderseite versehen und sie somit empfindlicher gegen derartige Manipulationen gemacht. Solche Schutzmaßnahmen finden wir bei italienischen Marken ab 1863, ähnlich bei den Ausgaben des Deutschen Kaiserreichs von 1889 und 1892 und auch in Russland 1909–1911.
Beim Kreideaufdruck wird diese Schutzschicht nach dem eigentlichen Markendruck aufgebracht und hebt sich als farbloser oder leicht weißlicher Überzug nur schwach vom vorher bedruckten Grund ab. Hilfreich bei der Bestimmung ist es hier, wenn man die Marke im einfallenden Licht schräg hält. Auch beim Kreideunterdruck wird nur eine partielle Pigmentierung des Papiers vorgenommen, indem vor dem Markendruck ein zumeist rauten- oder gitterförmiges Muster eines empfindlichen Kreidegrundes aufgetragen wird. Beide Verfahren kommen heute kaum oder gar nicht mehr zum Einsatz.